# Five Oak Green
Five Oak Green är en ort i grevskapet Kent i sydöstra England. Orten ligger i distriktet Tunbridge Wells och civil parishen Capel, strax väster om Paddock Wood. Five Oak Green är beläget cirka 6 kilometer öster om Tonbridge. Tätorten (built-up area) hade 1 434 invånare vid folkräkningen år 2021.